# Mistrzostwa Ukrainy w piłce nożnej (1994/1995)
Mistrzostwa Ukrainy w piłce nożnej – sezon 1994/1995 – IV Mistrzostwa Ukrainy, rozgrywane systemem jesień – wiosna, w których 18 zespołów Wyszczej Lihi walczyli o tytuł Mistrza Ukrainy. Persza Liha składała się z 22 zespołów, oraz Druha Liha z 22 zespołów. Istniała też Perechidna Liha składająca się z 22 zespołów. Od następnego sezonu Perechidna Liha będzie zlikwidowana a Druha Liha będzie podzielona na dwie grupy A i B.
- Mistrz Ukrainy: Dynamo Kijów
- Wicemistrz Ukrainy: Czornomoreć Odessa
- Zdobywca Pucharu Ukrainy: Szachtar Donieck
- start w eliminacjach Ligi Mistrzów: Dynamo Kijów
- start w Pucharze UEFA: Czornomoreć Odessa
- start w Pucharze Zdobywców Pucharów: Szachtar Donieck
- awans do Wyszczej Lihi: Zirka-NIBAS Kirowohrad, CSKA-Borysfen Kijów
- spadek z Wyszczej Lihi: Temp Szepietówka, Weres Równe
- awans do Pierwszej Lihi: Jawir Krasnopole, FK Lwów
- spadek z Pierwszej Lihi: Karpaty Mukaczewo, FK Sumy
- awans do Druhiej Lihi: CSKA Kijów, Nywa Mironówka, Chutrowyk Tyśmienica, Torpedo Melitopol, Oskił Kupiańsk, Systema-Boreks Borodzianka, Awanhard-Industrija Roweńky, Metałurh Nowomoskowsk, Skify-LAZ Lwów, Keramik Baranówka, Adwis Chmielnicki, Szachtar Stachanow, Dnistrowec Białogród nad Dniestrem, Wahonobudiwnyk Krzemieńczuk, Schid Sławutycz, Awanhard Żydaczów, Olimpija FK AES Jużnoukraińsk, Dynamo-Dagma Odessa, Hirnyk-Sport Komsomolsk, Szachtar Swierdłowsk, Prometej Dnieprodzierżyńsk
- spadek z Druhiej Lihi: --- od następnego sezonu Tretia Liha likwidowana, a Druha Liha podzielona na grupy
- spadek z Tretiej Lihi: Tawrija Nowotrojićke, Szachtar Gorłówka, Suła Łubnie, Łada Czerniowce, Fetrowyk Chust, Dnister Zaleszczyki

- Premier-liha (1994/1995)
- II liga ukraińska w piłce nożnej (1994/1995)
- III liga ukraińska w piłce nożnej (1994/1995)